# Foradada
|  | Aquest article tracta sobre municipi de la Noguera. Vegeu-ne altres significats a «Foradada (desambiguació)». |

Foradada és un municipi de la comarca de la Noguera, a la zona del Segre Mitjà que comprèn 5 nuclis urbans, Foradada, que n'és la capital, Montsonís, Marcovau, Rubió de Dalt, Rubió del Mig i Rubió de Baix, actualment abandonat. Aquests tres últims nuclis també es coneixen sota el nom de Rubió d'Agramunt. Dins del seu terme municipal també hi trobem el monestir de Salgar, situat en un congost del riu Segre, proper a Montsonís.

## Història
L'origen del topònim està en la situació del poble, a la vora d'una roca foradada.
El castell de Foradada apareix citat l'any 1053 i el 1067. Va pertànyer al marquesat de Camarasa.

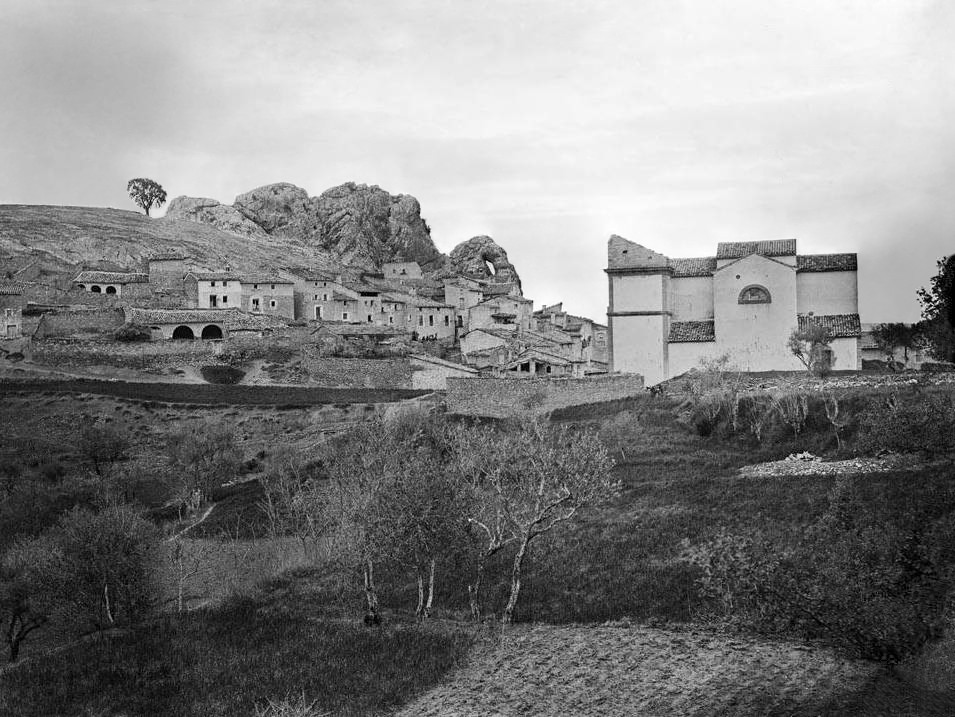
Poble de Foradada en una imatge de 1889

## Geografia
- Llista de topònims de Foradada (Orografia: muntanyes, serres, collades, indrets..; hidrografia: rius, fonts...; edificis: cases, masies, esglésies, etc).

## Demografia
| Entitat de població | Habitants (2023) |
| Foradada            | 64               |
| Montsonís           | 60               |
| Rubió de Dalt       | 19               |
| Rubió del Mig       | 16               |
| Rubió de Baix       | 14               |
| Marcovau            | 6                |
| Font: Idescat       |                  |

| 1497 f | 1515 f | 1553 f | 1717 | 1787 | 1857  | 1877 | 1887 | 1900 | 1910 |
| ------ | ------ | ------ | ---- | ---- | ----- | ---- | ---- | ---- | ---- |
| 23     | 26     | 44     | 168  | 196  | 1.084 | 823  | 804  | 801  | 757  |

| 1920 | 1930 | 1940 | 1950 | 1960 | 1970 | 1981 | 1990 | 1992 | 1994 |
| ---- | ---- | ---- | ---- | ---- | ---- | ---- | ---- | ---- | ---- |
| 632  | 570  | 509  | 428  | 394  | 210  | 162  | 156  | 156  | 156  |

| 1996 | 1998 | 2000 | 2002 | 2004 | 2006 | 2008 | 2010 | 2012 | 2014 |
| ---- | ---- | ---- | ---- | ---- | ---- | ---- | ---- | ---- | ---- |
| 175  | 189  | 215  | 201  | 231  | 197  | 189  | 188  | 184  | 182  |

| 2016 | 2018 | 2020 | 2022 | 2024 | 2026 | 2028 | 2030 | 2032 | 2034 |
| ---- | ---- | ---- | ---- | ---- | ---- | ---- | ---- | ---- | ---- |
| 172  | 173  | 203  | 191  | 195  | -    | -    | -    | -    | -    |